# Questua

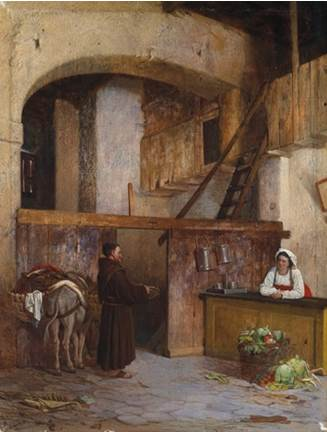
Monk Collecting Alms di Alessandro Rizzoni

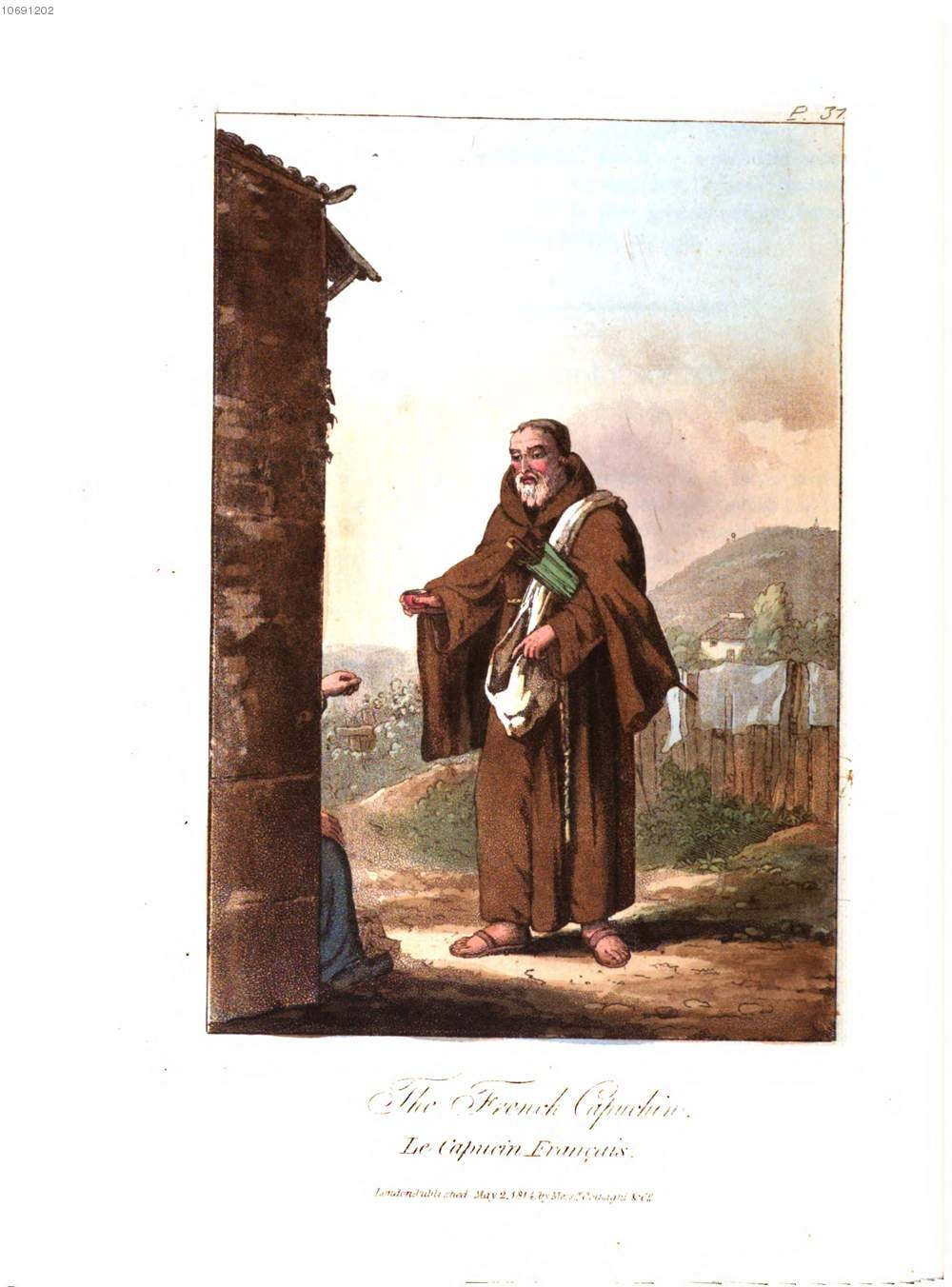
Costume of Portugal di Henry L'Evêque (1814)

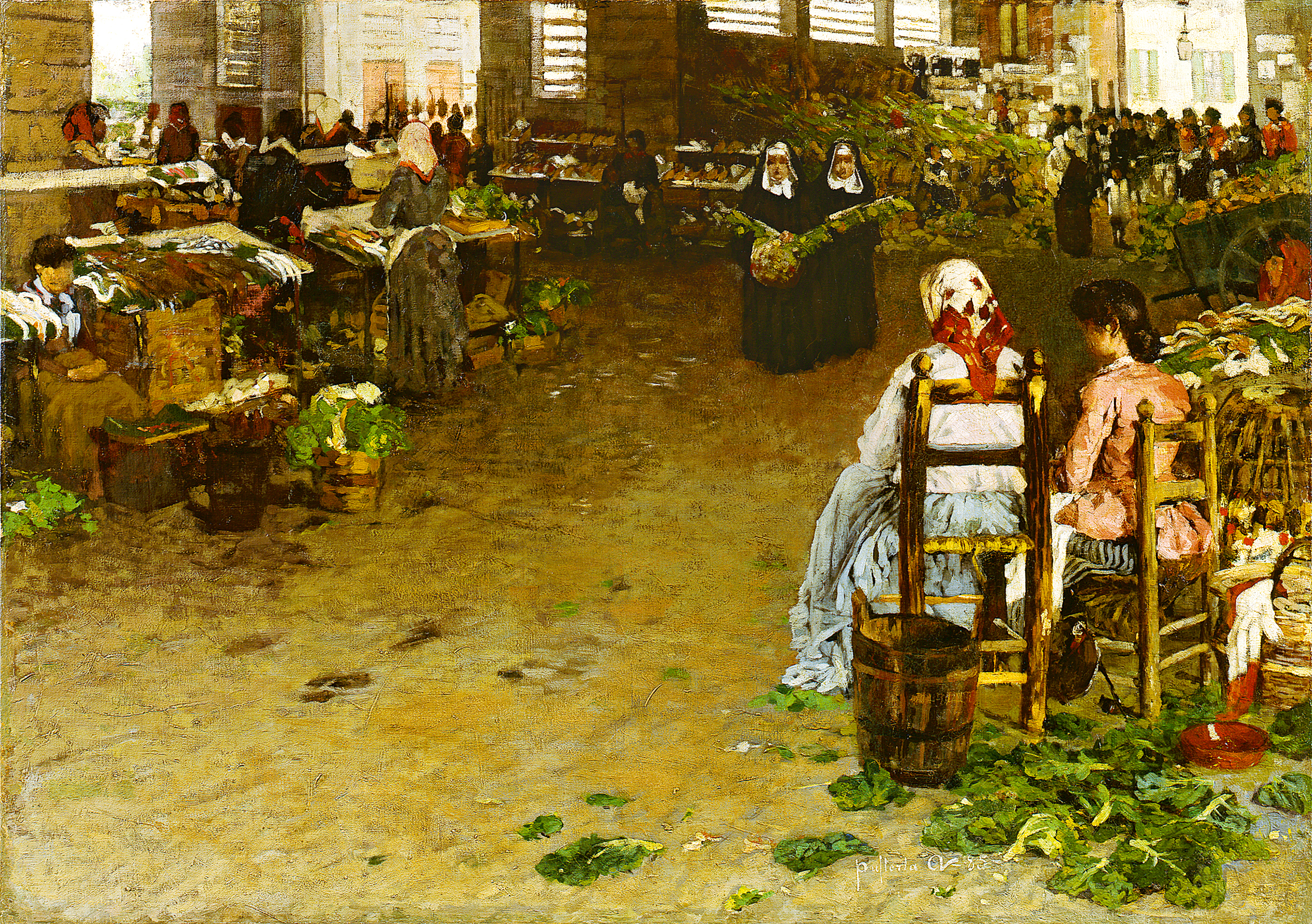
La questua dei poveri di Attilio Pusterla (1885)

Soprattutto nella tradizione cristiana, la questua è l'atto di andare di porta in porta a elemosinare offerte, soprattutto in cibo, in genere con significati connessi alla penitenza o al voto di povertà (come nel caso degli ordini mendicanti che avevano dei monaci addetti a questo scopo specifico, detti, per l'appunto, questuanti).
La questua ha l'obiettivo di sostentare la comunità di religiosi ed effettuare opere di carità per i poveri.

## La questua oggi
Oggi la tradizionale questua porta a porta è stata in gran parte abbandonata e la questua viene per lo più effettuata nelle chiese, nei conventi e negli edifici di proprietà degli enti ecclesiastici. Le questue possono essere effettuate anche per il finanziamento di feste religiose. Le norme ecclesiastiche stabiliscono che le questue non possono essere effettuate in luoghi pubblici; inoltre devono essere autorizzate dall'ordinario del luogo, ad eccezioni di quelle effettuate dagli Ordini mendicanti.
La pratica della questua è presente anche in altre religioni. Nel Buddhismo i monaci si procurano il sostentamento elemosinando offerte di cibo ed altri generi essenziali; le elemosine ai monaci rappresentano per i laici buddhisti un dovere spirituale.
Al di fuori dell'ambito religioso, la questua viene spesso associata con la musica popolare: i cantori che portavano la musica di casa in casa venivano infatti ricompensati raramente con denaro, ma più comunemente in natura (cibo, vino, ecc.). In alcuni casi questa tradizione ha dato origine a uno specifico genere musicale; nelle Marche e in Umbria, per esempio, canzoni popolari come Cantamaggio, Pasquella e Passione e danze come il saltarello sono esempi di musica di questua.
Oggi il termine "questua" non è più molto usato al di fuori delle occasioni religiose. La richiesta di offerte con finalità civili, anche di beneficenza, è chiamata colletta. Una colletta può riguardare beni (principalmente alimenti e vestiario) o denaro: in questo secondo caso, quando è effettuata da enti o associazioni si parla di raccolta di fondi.
La richiesta di denaro svolta in strada da mendicanti equivale invece ad accattonaggio.

## Aspetti legislativi
Nella maggior parte dei Paesi europei, le questue e le collette pubbliche possono essere effettuate solo da organizzazioni o soggetti autorizzati, o dopo il permesso degli organi di polizia.

### Legislazione italiana
L'articolo 156 del Testo unico delle leggi di pubblica sicurezza prevedeva per le questue, collette e raccolte di fondi in genere la preventiva autorizzazione amministrativa del questore; l'articolo 285 del Regolamento applicativo del citato testo unico esonerava dall'obbligo dell'autorizzazione le questue a favore degli Ordini mendicanti eseguite dagli stessi religiosi. L'art. 2 dei Patti lateranensi ha escluso dall'autorizzazione anche le questue eseguite all'interno o all'ingresso dei locali destinati al culto. Il DPR 616/77 ha trasferito la competenza dell'autorizzazione amministrativa ai Comuni. Con le modifiche introdotte dalla legge 659/81 l'autorizzazione va richiesta non più per la raccolta in sé ma per determinate condizioni con cui la si dovrebbe svolgere, che comprendono l'occupazione di suolo pubblico, l'esposizione di locandine, ecc.